# Japonia na Letnich Igrzyskach Olimpijskich 1924
Na Letnich Igrzyskach Olimpijskich 1924 reprezentowało Japonię 19 sportowców (19 mężczyzn) w 4 dyscyplinach.

## Medaliści
| Medal | Nazwisko         | Sport  | Konkurencja                         |
| ----- | ---------------- | ------ | ----------------------------------- |
| Brąz  | Katsutoshi Naitō | Zapasy | Mężczyźni, waga piórkowa (do 61 kg) |

## Skład kadry

### Lekkoatletyka
Konkurencje biegowe
| Konkurencja | Zawodnik           | Eliminacje | Eliminacje | Ćwierćfinał   | Ćwierćfinał   | Półfinał      | Półfinał      | Finał              | Finał              |
| Konkurencja | Zawodnik           | Wynik      | Miejsce    | Wynik         | Miejsce       | Wynik         | Miejsce       | Wynik              | Miejsce            |
| ----------- | ------------------ | ---------- | ---------- | ------------- | ------------- | ------------- | ------------- | ------------------ | ------------------ |
| 100 m       | Sasago Tani        | b.d        | 3.         | Nie awansował | Nie awansował | Nie awansował | Nie awansował | Nie awansował      | Nie awansował      |
| 200 m       | Sasago Tani        | b.d        | 2.         | b.d           | 3.            | Nie awansował | Nie awansował | Nie awansował      | Nie awansował      |
| 400 m       | Tokushige Noto     | 51,7       | 2.         | 50,7          | 5.            | Nie awansował | Nie awansował | Nie awansował      | Nie awansował      |
| 800 m       | Tokushige Noto     | b.d        | 4.         |               |               | Nie awansował | Nie awansował | Nie awansował      | Nie awansował      |
| 5000 m      | Katsuo Okazaki     | 15:22,2    | 2.         |               |               |               |               | b.d                | 12.                |
| maraton     | Kikunosuke Tashiro |            |            |               |               |               |               | Nie ukończył biegu | Nie ukończył biegu |
| maraton     | Shizo Kanakuri     |            |            |               |               |               |               | Nie ukończył biegu | Nie ukończył biegu |
| maraton     | Yahei Miura        |            |            |               |               |               |               | Nie ukończył biegu | Nie ukończył biegu |

Konkurencje techniczne
| Konkurencja | Zawodnik  | Eliminacje | Eliminacje | Finał | Finał   |
| Konkurencja | Zawodnik  | Wynik      | Miejsce    | Wynik | Miejsce |
| ----------- | --------- | ---------- | ---------- | ----- | ------- |
| skok w dal  | Mikio Oda | 6,83       | 3.         | 6,83  | 10.     |
| trójskok    | Mikio Oda | 14,35      | 6.         | 14,35 | 6.      |
| skok wzwyż  | Mikio Oda | 1,80       | 4.         | 1,80  | 10.     |

| Zawodnik       | Konkurencje   | Konkurencje                | Wyniki | Punkty  | Miejsce |
| -------------- | ------------- | -------------------------- | ------ | ------- | ------- |
| Seiichi Ueda   | pięciobój     | skok w dal                 | 6,05   | 22      | 22.     |
| Seiichi Ueda   | pięciobój     | rzut oszczepem             | 47,47  | 15      | 15.     |
| Seiichi Ueda   | pięciobój     | Bieg na 200 m              | 25,4   | 25      | 25.     |
| Seiichi Ueda   | pięciobój     | rzut dyskiem               | -      | -       | -       |
| Seiichi Ueda   | pięciobój     | Bieg na 1500 m             | -      | -       | -       |
| Seiichi Ueda   | pięciobój     | Finał                      |        | 62      | 21.     |
| Tokushige Noto | dziesięciobój | bieg 100 m                 | 11,6   | 762,0   | 8.      |
| Tokushige Noto | dziesięciobój | skok w dal                 | 6,42   | 710,90  | 11.     |
| Tokushige Noto | dziesięciobój | pchnięcie kulą             | 9,555  | 421,5   | 31.     |
| Tokushige Noto | dziesięciobój | skok wzwyż                 | 1,50   | 398     | 31.     |
| Tokushige Noto | dziesięciobój | bieg 400 m                 | 51,4   | 879,68  | 1.      |
| Tokushige Noto | dziesięciobój | rzut dyskiem               | 23,610 | 179,20  | 25.     |
| Tokushige Noto | dziesięciobój | bieg na 110 m przez płotki | 17,2   | 791     | 10.     |
| Tokushige Noto | dziesięciobój | skok o tyczce              | 2,30   | 109,0   | 25.     |
| Tokushige Noto | dziesięciobój | rzut oszczepem             | 35,22  | 291,05  | 22.     |
| Tokushige Noto | dziesięciobój | bieg na 1500 m             | 4:45,8 | 706     | 7.      |
| Tokushige Noto | dziesięciobój | Finał                      |        | 5248,33 | 22.     |

### Pływanie
Mężczyźni
| Konkurencja        | Zawodnik                                                 | Eliminacje           | Eliminacje           | Półfinał              | Półfinał              | Finał         | Finał         |
| Konkurencja        | Zawodnik                                                 | Czas                 | Miejsce              | Czas                  | Miejsce               | Czas          | Miejsce       |
| ------------------ | -------------------------------------------------------- | -------------------- | -------------------- | --------------------- | --------------------- | ------------- | ------------- |
| 100 m dowolnym     | Katsuo Takaishi                                          | 1:04,0               | 1.                   | 1:02,4                | 3.                    | 1:03,0        | 5.            |
| 100 m dowolnym     | Kazuo Onoda                                              | 1:05,4               | 3.                   | Nie awansował         | Nie awansował         | Nie awansował | Nie awansował |
| 100 m dowolnym     | Torahiko Miyahata                                        | 1:04,2               | 3.                   | Nie stanął na starcie | Nie stanął na starcie | Nie awansował | Nie awansował |
| 400 m dowolnym     | Kazuo Noda                                               | 5:43,8               | 3.                   | Nie awansował         | Nie awansował         | Nie awansował | Nie awansował |
| 1500 m dowolnym    | Katsuo Takaishi                                          | 22:43,2              | 2.                   | 21:48,6               | 2.                    | 22:10,4       | 5.            |
| 1500 m dowolnym    | Kazuo Noda                                               | Nie ukończył wyścigu | Nie ukończył wyścigu | Nie awansował         | Nie awansował         | Nie awansował | Nie awansował |
| 1500 m dowolnym    | Kazuo Onoda                                              | Nie ukończył wyścigu | Nie ukończył wyścigu | Nie awansował         | Nie awansował         | Nie awansował | Nie awansował |
| 100 m grzbietowym  | Giyo Saito                                               | 1:20,2               | 2.                   | 1:19,8                | 4.                    | Nie awansował | Nie awansował |
| 100 m grzbietowym  | Tsunenobu Ishida                                         | 1:26,0               | 4.                   | Nie awansował         | Nie awansował         | Nie awansował | Nie awansował |
| 200 m klasycznym   | Tsunenobu Ishida                                         | 3:09,2               | 4.                   | nie awansował         | nie awansował         | nie awansował | nie awansował |
| 4 × 200 m dowolnym | Torahiko Miyahata Kazuo Noda Kazuo Onoda Katsuo Takaishi | 10:24,2              | 2.                   | 10:12,4               | 3.                    | 10:16,2       | 4.            |

### Tenis ziemny
| Konkurencja | Zawodnik                      | 1 runda                          | 2 runda                                                          | 3 runda                                                 | 4 runda                                      | Ćwierćfinały                            | Półfinały        | Finał            | Miejsce |
| Konkurencja | Zawodnik                      | Przeciwnik Wynik                 | Przeciwnik Wynik                                                 | Przeciwnik Wynik                                        | Przeciwnik Wynik                             | Przeciwnik Wynik                        | Przeciwnik Wynik | Przeciwnik Wynik | Miejsce |
| ----------- | ----------------------------- | -------------------------------- | ---------------------------------------------------------------- | ------------------------------------------------------- | -------------------------------------------- | --------------------------------------- | ---------------- | ---------------- | ------- |
| Singiel (m) | Takeichi Harada               |                                  | Ladislav Žemla W 3:1 (6:3,6:3,6:2,6:2)                           | Maurice Cousin W 3:0 (walkower)                         | John Brian Gilbert W 3:0 (10:8,2:6,11:9,6:2) | Umberto De Morpurgo P 0:3 (4:6,1:6,1:6) | Nie awansował    | Nie awansował    | 5.      |
| Singiel (m) | Masanosuke Fukuda             |                                  | Patrick Wheatley W 3:0 (6:2,6:4,6:3)                             | Hendrik Timmer W 3:1 (8:6,6:4,5:7,6:4)                  | Henri Cochet P 0:3 (2:6,1:6,3:6)             | Nie awansował                           | Nie awansował    | Nie awansował    | 9.      |
| Singiel (m) | Sunao Okamoto                 |                                  | Jan Koželuh P 2:3 (6:7,5:7,8:10,6:4,4:6)                         | Nie awansował                                           | Nie awansował                                | Nie awansował                           | Nie awansował    | Nie awansował    | 33.     |
| Singiel (m) | Asaji Honda                   | Jean Borotra P 0:3 (3:6,3:6,5:7) | Nie awansował                                                    | Nie awansował                                           | Nie awansował                                | Nie awansował                           | Nie awansował    | Nie awansował    | 61.     |
| debel (m)   | Masanosuke Fukuda Asaji Honda |                                  | Hendrik Timmer Christiaan van Lennep W 3:2 (6:4,1:6,6:3,1:6,6:2) | Eduardo Flaquer Ricardo Saprissa P 0:3 (2:6,3:6,3:6)    | Nie awansowali                               | Nie awansowali                          | Nie awansowali   | Nie awansowali   | 16.     |
| debel (m)   | Takeichi Harada Sunao Okamoto |                                  | Einar Bache Bjørn Thalbitzer W 3:0 (6:0,6:0,6:1)                 | José María Alonso Manuel Alonso P 1:3 (4:6,6:4,4:6,4:6) | Nie awansowali\|                             | Nie awansowali\|                        | Nie awansowali\| | Nie awansowali\| | 16.     |

### Zapasy
| Zawodnik                     | Konkurencja      | Runda pierwsza    | Runda druga       | Runda trzecia    | Runda czwarta    | Runda piąta      | Runda szósta     | Runda siódma     | Runda finałowa   | Pozycja       |
| Zawodnik                     | Konkurencja      | Przeciwnik Wynik  | Przeciwnik Wynik  | Przeciwnik Wynik | Przeciwnik Wynik | Przeciwnik Wynik | Przeciwnik Wynik | Przeciwnik Wynik | Przeciwnik Wynik | Pozycja       |
| ---------------------------- | ---------------- | ----------------- | ----------------- | ---------------- | ---------------- | ---------------- | ---------------- | ---------------- | ---------------- | ------------- |
| styl klasyczny waga piórkowa | Katsutoshi Naitō | Jordán Vallmajo W | Domingo Sánchez W | Marcel Capron p  | Arthur Nord p    | Nie awansował    | Nie awansował    | Nie awansował    | Nie awansował    | Nie awansował |

| Konkurencja           | Zawodnik         | 1/16 finału      | 1/8 finału       | Ćwierćfinał      | Półfinał                          | Finał                              | Miejsce |
| Konkurencja           | Zawodnik         | Przeciwnik Wynik | Przeciwnik Wynik | Przeciwnik Wynik | Przeciwnik Wynik                  | Przeciwnik Wynik                   | Miejsce |
| --------------------- | ---------------- | ---------------- | ---------------- | ---------------- | --------------------------------- | ---------------------------------- | ------- |
| styl wolny waga lekka | Katsutoshi Naitō |                  | Arthur Foubert W | Robin Reed p     | Cliff Chilcott W Eetu Huupponen W | Chester Newton p Sigfrid Hansson W | brąz    |